# Гіфатин (острови)
Гіфати́н — острови в північній частині Червоного моря, біля узбережжя Африки. Належать Єгипту, територіально відносяться до губернаторства Червоне море. Острови незаселені, хоча використовуються туристами як курортні — близькість міста Хургада.
Вони рівнинні, висота 119 м. Острови вкриті пісками, береги оточені кораловими рифами та відмілинами. Навпроти островів, на материку, знаходиться місто Хургада.

## Острови
Архіпелаг складається з великого Гіфтун-ель-Кебір та 4 дрібних — Гіфтун-ес-Сагір, Умм-Агавіш, Абу-Мінкар та Абу-Ріматі. Окрім цього навколо знаходяться такі рифи, як Ель-Луг та Абу-Ріматі.